# با (فرعون)
با، المعروف أيضًا باسم حورس با ، هو اسم سرخ لملك مصري قديم ربما حكم في نهاية الأسرة الأولى، أو الجزء الأخير من الأسرة الثانية أو أثناء الأسرة الثالثة. لا يُعرف طول فترة حكمه ولا فترته الزمنية.